# Sogra per sorpresa
Sogra per sorpresa (originalment en francès, Belle Fille és una pel·lícula de comèdia francesa dirigida per Méliane Marcaggi i estrenada el 2020. L'11 de maig de 2022 es va estrenar el doblatge en català central a TV3. També s'ha editat una versió doblada al valencià per a À Punt.

## Sinopsi
Descobrint que el seu marit l'enganya, la Louise finalment decideix pensar en ella mateixa i marxa a Còrsega per desconnectar durant un cap de setmana. Passa una nit boja amb un guapo desconegut. Només amb un noi perquè, de bon matí, no es desperta. L'Andrea, la seva mare, arriba al lloc dels fets i de seguida pren la Louise per la nora que sempre ha somiat. Atrapada, la Louise haurà de fer el paper de la nora ideal durant uns dies. El problema és que la seva nova sogra no la vol deixar anar.

## Repartiment
- Alexandra Lamy: Louise Blancard
- Miou-Miou: Andréa Lucciani
- Jonathan Zaccaï: Anto Lucciani
- Thomas Dutronc: Florent Lucciani
- Patrick Mille: Marc Blancard
- Guillaume Bouchède: Rodolphe
- Léa Léviant: Manon Blancard
- Michel Ferracci: Battistu
- Éric Naggar: el recepcionista
- Sébastien Castro: director comercial de funerals
- Christophe Duthuron: el capellà
- Loïc Legendre: el veterinari
- Jean-Philippe Ricci: un gendarme
- Frank Bellocq: Arthur
- Philippe Dusseau: client del taller